# Michel Wiśniowiecki
Michał Korybut Wiśniowiecki, armoiries Korybut, né le 31 mai 1640 à Biały Kamień et mort le 10 novembre 1673 à Lwów, est un magnat polonais élu roi de Pologne et grand-duc de Lituanie en 1669.

## Biographie
Michał Korybut Wiśniowiecki est fils du prince Jeremi Wiśniowiecki et de Gryzelda née Zamoyska. Descendant en ligne directe du prince Dymitr Korybut (en), l'un des fils du grand-duc de Lituanie Olgierd, il est apparenté à la dynastie Jagellon. Son arrière-grand-mère Raina Mohylanka (en) était une fille de Ieremia Movilă, prince de Moldavie.
Auréolé des victoires de son père sur les Cosaques, Korybut Wiśniowiecki est élu le roi de Pologne le 19 juin 1669 face au candidat français, Henri-Jules de Bourbon-Condé, duc d'Enghien, fils du Grand Condé, cousin du roi Louis XIV de France et neveu de la très influente reine de Pologne Louise-Marie de Gonzague. Il est le premier Polonais sur le trône de Pologne depuis 1572.
En 1670, il scelle une alliance avec l' empire en épousant l'archiduchesse Éléonore d'Autriche (1653-1697), fille de l’empereur Ferdinand III. Ce mariage restera sans postérité.
Au moment où Michał Ier accède au trône, le pays se trouve dans une situation très difficile. Il est ruiné par le soulèvement de Khmelnytsky et puis par l'invasion suédoise qui a ravagé son territoire pendant cinq longues années, et doit faire face aux Turcs qui à leur tour pénètrent en Pologne. Le roi meurt subitement peu après avoir signé avec eux un traité de paix, la veille de la grande victoire remporté par le maréchal et grand général de la Couronne Jan Sobieski lors de la bataille de Chocim. Son règne ne dure que quatre ans. Sa veuve épouse Charles V, duc titulaire de Lorraine et de Bar.